# Ad Salutem Humani
Ad Salutem Humani è un'enciclica di papa Pio XI, promulgata il 20 aprile 1930, e scritta in occasione del XV centenario della morte di Sant'Agostino, di cui il Pontefice riassume la vita ed il pensiero.
Viene illustrata l'influenza duratura sulla teologia cristiana, sulla filosofia e sulla cultura occidentale degli scritti del grande padre della Chiesa.